# Ајша Гадафи
Ајша Гадафи (или Аиша; арап. عائشة القذافي; рођена 1976) либијски је правник, политичар, доктор наука и бивши амбасадор добре воље при ОУН. Кћерка је некадашњег либијског вође Муамера ел Гадафија и његове друге супруге Сафије Фаркаш.

## Дипломатија
Ајша је била посредник између либијске владе и корпорација из Европске уније. Године 2000, након што су уведене санкције Ираку, она је стигла у Багдад са делегацијом од 69 званичника. Прије америчке инвазије на Ирак (2003) састала се са ирачким предсједником Садамом Хусеином.
Дана 24. јула 2009. била је именована за амбасадора добре воље при ОУН, првенствено везана за питања сиде, сиромаштва и права жена у Либији. Фебруара 2011, Ајша је скинута са листе амбасадора добре воље.

## Приватни живот
Године 2006, Ајша ел Гадафи се удала за Ахмеда ел Гадафија ел Касија, армијског пуковника и рођака њеног оца, либијског вође Муамера ел Гадафија. Њен муж је наводно убијен 26. јула 2011. године током Рата у Либији (2011). Имали су троје дјеце. Дана 30. августа 2011, након што је отишла за Алжир са неким члановима своје породице, родила је дјевојчицу.